# Pardosa albatula
Pardosa albatula este o specie de păianjeni din genul Pardosa, familia Lycosidae. A fost descrisă pentru prima dată de Roewer, 1951. Conform Catalogue of Life specia Pardosa albatula nu are subspecii cunoscute.